# Burgruine Brandis
Die Burgruine Brandis ist die Ruine einer Höhenburg oberhalb von Niederlana, einem Ortsteil der Marktgemeinde Lana in Südtirol. Seit 1950 steht sie in der Liste der staatlichen Baudenkmäler.

## Geschichte
Rein legendenhaft soll die Burg auf eine Gründung durch die Gallokelten zurückzuführen sein. Sicher bezeugt ist der Bau erst seit dem 13. Jahrhundert. Laut einer Urkunde erhielt 1236 Pranthoch von seinen Brüdern, welche sich die Stammburg Leonburg teilten, das alleinige Nutzungsrecht über das castrum de Brandicio, erbaute dort einen neuen Wehrturm und nannte sich seither nach Brandis. Die Brandis wurden in Folge mit der niederen Gerichtsbarkeit und dem Vogteirecht von Ober- und Niederlana belehnt, wobei Niederlana als Pfarr- und Verwaltungssitz eine besondere Bedeutung zukam. Im 16. Jahrhundert erfolgten an der Burg Um- und Ausbaumaßnahmen. Die um 1500 errichtete Kapelle Zu den Vierzehn Nothelfern wurde erst Anfang des 17. Jahrhunderts vollendet. Am 5. November 1617 erfolgte die Weihe durch den Bischof von Chur. Einstmals besaß die Kapelle zwei Stiftungen. Die erste beinhaltete zwei wöchentliche Messen, die zweite monatlich zwölf Messen zu Ehren des hl. Johannes Nepomuk samt einer Heiligenlitanei. 1807 stürzten eines Nachts Teile des baufälligen Bergfriedes auf den Wohnbau. Bei dem Vorfall kamen die Frau des damaligen Güterverwalters, Anna von Rutter, und ein zwölfjähriges Kind zu Tode. Dabei wurde auch eine reiche Waffensammlung verschüttet. Bei Nachforschungen in den 1980er Jahren konnten in der Ruine Reste von Rüstungen entdeckt werden. Durch das Ereignis entschloss sich Johann Graf von Brandis, unterhalb der Burganlage, auf einem nahen Hügel, das Schloss Neubrandis zu errichten. Die zur Unterscheidung auch als Altbrandis bezeichnete Burgruine ist seither dem Verfall preisgegeben.

## Anlage
Die Burgruine besteht aus drei Teilen: dem Stall- und Wirtschaftsgebäude, dem Palas mit Burgeingang, sowie dem auf dem höchsten Teil des Burgplatzes frei stehenden, teils eingestürzten Bergfried mit einem Rundbogenfenster und an der Ecke in der Mauerdicke eine Wendeltreppe.